# Michael Kappes
Michael Kappes (* 30. Januar 1958 in Dinslaken) ist ein deutscher römisch-katholischer Theologe und langjähriger Leiter der Fachstelle Theologische Grundfragen und Ökumene im Bistum Münster.

## Leben
Nach dem Besuch der Grundschule in Harsewinkel und dem Abitur am Neusprachlichen Theodor-Heuss-Gymnasium in Dinslaken/Nrh. studierte Michael Kappes ab 1977 Katholische Theologie, Germanistik und Philosophie an der Westfälischen Wilhelms-Universität Münster. Er war zunächst studentische, später dann wissenschaftliche Hilfskraft am Fachbereich Katholische Theologie am Lehrstuhl für Neutestamentliche Exegese (Karl Kertelge). 1979 wurde Kappes als Stipendiat in das Bischöfliche Begabtenförderungswerk, Cusanuswerk, aufgenommen. Von 1984 bis 1991 war Kappes zunächst wissenschaftlicher Mitarbeiter und nach seiner Promotion Hochschulassistent am Fachbereich Katholische Theologie der Universität Osnabrück-Vechta, Lehrstuhl für Neutestamentliche Exegese (Georg Untergaßmair). Im Juni 1989 schloss Kappes sein Promotionsstudium im Fach Katholische Theologie in Münster ab und wurde auf der Grundlage seiner Dissertation ...keine Menschenlosigkeit Gottes. Eine Auseinandersetzung mit Eberhard Jüngels trinitarischer Kreuzestheologie jenseits von Theismus und Atheismus zum Doktor der Theologie promoviert.
Ab 1991 arbeitete Kappes zunächst als Ökumenereferent, ab 2001 als Leiter der Fachstelle für Theologische Grundfragen und Ökumene in der Diözese Münster. Gleichzeitig war er Geschäftsführer der Bistumskommission für ökumenische Fragen im Bistum Münster. Ab 2021 war er zusätzlich für den Dialog mit dem Judentum verantwortlich. 2022 initiierte er von katholischer Seite das deutschlandweit erste Pilotprojekt „ökumenisch-kooperative Gemeinden“ in Münster Nienberge/Havixbeck. Von 2002 bis 2010 hatte er mehrere Lehraufträge für Systematische Theologie/Ökumene am Fachbereich Katholische Theologie der Universitäten Münster und Wuppertal.

## Mitarbeit in Gremien und Kommissionen
- Mitglied in und Geschäftsführer der Bistumskommission für ökumenische Fragen der Diözese Münster
- Mitglied der Societas Oecumenica
- Berater der Ökumenekommission der Deutschen Bischofskonferenz
- Delegierter des Bistums Münster in der Arbeitsgemeinschaft Christlicher Kirchen in NRW, langjähriges Vorstandsmitglied und Vorsitzender
- Mitglied im Präsidium des 1. Ökumenischen Kirchentages in Berlin
- Delegierter der Deutschen Bischofskonferenz in der Arbeitsgemeinschaft Christlicher Kirchen in Deutschland
- Mitglied der Programmkommissionen der Katholiken- und Evangelischen Kirchentage

## Schriften
- (zus. mit F.G. Untergaßmaier) Zum Thema: Wie wörtlich ist die Bibel zu verstehen? (Handreichung für Erwachsenenbildung, Religionsunterricht und Seelsorge), Paderborn 1987, ²1989, 3. völlig überarb. Aufl. 1995.
- Mitautor und Mitherausgeber (zus. mit M. Fassnacht): Grundkurs Ökumene, Bd. 1. Theologische Grundlagen, Bd. 2 Materialien für eine Seminarreihe, Kevelaer 1998, ²1999.
- Herausgeber: Theologische Profile im 20. Jahrhundert. Karl Barth - Dietrich Bonhoeffer - Romano Guardini - Karl Rahner (Topos -TB), Kevelaer 2001.
- Mitherausgeber (zus. mit E. Spieker): Christliche Kirchen feiern die Taufe. Eine vergleichende Darstellung, Kevelaer - Bielefeld 2003.
- Mitautor und Mitherausgeber: Trennung überwinden. Ökumene als Aufgabe der Theologie (Theologische Module Bd. 2), Freiburg i.Br. 2007.
- Herausgeber: Von der gemeinsamen Hoffnung Zeugnis geben.Lebendige Ökumene in Nordrhein-Westfalen, Kevelaer 2010.
- Mitautor und Mitherausgeber: Umkehr ökumenisch feiern. Theologische Grundlagen und Praxismodelle. Erarbeitet von Paul Deselaers, Matthias Haudel, Michael Kappes, Assaad Elias Kattan, Eugenie Neugebauer, Dorothea Sattler und Klaus Peter Voß, Frankfurt a. M. - Paderborn 2011.
- Mitherausgeber (zus. mit Johannes Oeldemann): Ökumenisch weiter gehen! Die Impulse des Zweiten Vatikanischen Konzils aufnehmen und weiterführen, Paderborn 2014.
- Mitherausgeber (zus. mit B. Rudolph): Christusfest - Ökumenisches Zugehen auf das Reformationsjubiläum 2017, Paderborn - Leipzig 2016.
- Mitautor und Mitherausgeber: Basiswissen Ökumene, Bd. 1: Ökumenische Entwicklungen - Brennpunkte - Praxis, Bd. 2: Arbeitsbuch mit Materialien (mit digitalem Zugriff), Paderborn - Leipzig 2017, 2019.
- Herausgeber: Jesus - Gottes und des Menschen Sohn. Nizäa 325 - 2025. Eine ökumenische Handreichung für die Praxis, Paderborn 2025.